# 王念祖 (1917年)
王念祖（1917年—2004年），男，籍貫浙江慈溪，生于上海，美籍华人经济学家、联合国官员、社会活动家。

## 生平
1917年，出生于上海，籍貫浙江慈溪，生于老上海银行世家。早年从学于吳梅，学习中国古典文学名著。
1937年，赴英国留學，入读倫敦大學倫敦政治經濟學院。1938年，转赴美国继续学业[注：据美国国家档案馆藏入境档案，他于1939年7月8日从英国南安普顿乘坐Aquitania号邮轮出发，1939年7月14日抵达美国纽约港，姓名拼为Wang Nian-Tzu，22岁1个月，未婚，学生。他列的联系人是父亲王伯元--Pha Yuen Wang，地址在上海的962 Bubbling Well Road，今为淮海路。]，入读哥伦比亚大学，三年后获得经济学学士学位，并得Phi Beta Kappa荣誉协会荣誉。1941年，入读哈佛大学，后获得哈佛经济学硕士（MA）哲学博士（PhD）学位。在哈佛大学求学期间，是著名经济学家约瑟夫·熊彼特的学生，和保羅·薩繆爾森是同学。
1945年，回到中国。先后在中华民国中央银行、中华民国经济部任职。
1950年，转赴美国，在哥伦比亚大学任教，教授经济学。1951年，入美国纽约联合国总部工作，开始了联合国职业生涯。曾历任联合国发展计划中心资金计划与政策部副主任、聯合國跨國公司中心司長、聯合國牙買加技術合作團團長、東非技術合作團團長等职务。
王在联合国服务了28年。后又回到哥伦比亚大学，从事教书和学术研究。曾任哥倫比亞大學高級研究員和“中國與國際企業計劃”部的主任。正值中国大陆改革开放，王为中国大陆培养了一批企业高管，并和中国的高校合作。王曾多次赴中国讲学，并是中国十多所名牌大学的名誉教授。
曾任世界银行顾问。

## 荣誉
- 紐約州亞裔傑出人士獎[3]
- 國際管理學院院士[3]
- 天津财经大学客座教授[4][5]
- 名列《美国名人录》

## 家庭
出自慈溪慈水王氏，家庭成员包括：
- 生父王伯元（Pai Yuan (P.Y.) Wang），为民国时期“黄金大王”。
- 娶余得恩为妻[3]，婚后妻子改作夫姓名 Mabel U. Wang。
- 遗有子女辈：女儿 June Wang，女儿 Kay Wang （嫁入陈家，丈夫美籍华人 Leighton Chen），女儿 Cynthia  Wang （嫁美籍白人 Daniel Sedlis），女儿 Geraldine Wang，和儿子 Newton Wang。
- 遗有孙辈：孙女 Christine，孙女 Stephanie 和 孙女 Lucy。

## 代表著作
- 《我的九条命》（英文：My Nine Lives）中、英文版，作者自传
- 《一貫生詩存》，王念祖 著，ISBN 1-59343-029-9[3]

另有研究经济学、中国经济著作十余种，包括：
- 《發展經濟與跨國公司》
- 《中國的現代化與跨國公司》
- 《中國企業如何走向國際市場》
- 《稅則與發展》
- 《和中國做生意：國際重估》
- 《臺灣企業的國際化》